# Pohorsko
Pohorsko je vesnice, část obce Nezdice na Šumavě v okrese Klatovy v Plzeňském kraji. Nachází se na Šumavě na severním úbočí hory Ždánov v nadmořské výšce 746 metrů. V roce 2011 zde trvale žilo 62 obyvatel.

## Historie
První písemná zmínka o vesnici pochází z roku 1413.

## Přírodní poměry
Asi 1,2 kilometru jižně od vesnice se v lesích nachází opuštěný granitový lom, ve kterém se těžil kámen na výrobu dlažebních kostek pro Kašperské Hory a Sušici. Dno lomu je zatopené malým jezírkem.

## Obyvatelstvo
| Rok            | 1869 | 1880 | 1890 | 1900 | 1910 | 1921 | 1930 | 1950 | 1961 | 1970 | 1980 | 1991 | 2001 | 2011 | 2021 |
| -------------- | ---- | ---- | ---- | ---- | ---- | ---- | ---- | ---- | ---- | ---- | ---- | ---- | ---- | ---- | ---- |
| Počet obyvatel | 270  | 306  | 350  | 323  | 365  | 358  | 356  | 207  | 175  | 127  | 106  | 83   | 71   | 62   | 62   |
| Počet domů     | 33   | 37   | 38   | 38   | 42   | 42   | 56   | 56   | 56   | 40   | 37   | 46   | 46   | 48   | 49   |

## Obecní správa
Při sčítání lidu v letech 1850–1879 Pohorsko bylo osadou obce Strašín v okrese Sušice. V letech 1880–1959 bylo samostatnou obcí v okrese Sušice. Od roku 1960 je částí obce Nezdice na Šumavě v okrese Klatovy.

## Pamětihodnosti
- nová kaple svatého Prokopa (vysvěcena 2001)
- Přírodní památka Pohorsko, lokalita hořečku mnohotvarého českého